# Molophilus (Molophilus) pegasus
Molophilus (Molophilus) pegasus is een tweevleugelige uit de familie steltmuggen (Limoniidae). De soort komt voor in het Palearctisch gebied.